# Ángela Tenorio
Ángela Tenorio (ur. 27 stycznia 1996) – ekwadorska lekkoatletka, sprinterka.
W 2013 zdobyła srebro i brąz mistrzostw świata juniorów młodszych w Doniecku oraz dwukrotnie stanęła na podium podczas mistrzostw panamerykańskich juniorów. W tym samym roku sięgnęła po trzy złote medale mistrzostw Ameryki Południowej juniorów. Mistrzyni igrzysk boliwaryjskich (2013). W marcu 2014 zdobyła dwa srebrne medale igrzysk Ameryki Południowej. W tym samym roku została wicemistrzynią świata juniorów na dystansie 100 metrów, a w biegu na 200 metrów stanęła na najniższym stopniu podium. W 2015 zdobyła srebrny medal igrzysk panamerykańskich w biegu 100 metrów, ustanawiając czasem 10,99 rekord Ameryki Południowej na tym dystansie. W 2016 zdobyła dwa srebrne medale mistrzostw ibero-amerykańskich. Rok później sięgnęła po złoto, srebro i brąz na czempionacie Ameryki Południowej.
Złota medalistka mistrzostw Ekwadoru.

## Osiągnięcia
| Rok  | Impreza                                  | Miejsce        | Konkurencja        | Lokata               | Wynik   |
| ---- | ---------------------------------------- | -------------- | ------------------ | -------------------- | ------- |
| 2012 | Mistrzostwa ibero-amerykańskie           | Barquisimeto   | sztafeta 4 × 100 m | 6. miejsce           | 46,58   |
| 2012 | Mistrzostwa ibero-amerykańskie           | Barquisimeto   | sztafeta 4 × 400 m | 6. miejsce           | 3:50,37 |
| 2013 | Mistrzostwa świata juniorów młodszych    | Donieck        | bieg na 100 m      | 3. miejsce           | 11,41   |
| 2013 | Mistrzostwa świata juniorów młodszych    | Donieck        | bieg na 200 m      | 2. miejsce           | 23,13   |
| 2013 | Mistrzostwa świata                       | Moskwa         | bieg na 100 m      | eliminacje           | 11,53   |
| 2013 | Mistrzostwa panamerykańskie juniorów     | Medellín       | bieg na 100 m      | 3. miejsce           | 11,39w  |
| 2013 | Mistrzostwa panamerykańskie juniorów     | Medellín       | bieg na 200 m      | 2. miejsce           | 23,34   |
| 2013 | Mistrzostwa Ameryki Południowej juniorów | Resistencia    | bieg na 100 m      | 1. miejsce           | 11,24w  |
| 2013 | Mistrzostwa Ameryki Południowej juniorów | Resistencia    | bieg na 200 m      | 1. miejsce           | 23,35w  |
| 2013 | Mistrzostwa Ameryki Południowej juniorów | Resistencia    | sztafeta 4 × 100 m | 1. miejsce           | 45,53   |
| 2013 | Igrzyska boliwaryjskie                   | Trujillo       | bieg na 100 m      | 1. miejsce           | 11,47   |
| 2013 | Igrzyska boliwaryjskie                   | Trujillo       | bieg na 200 m      | 3. miejsce           | 23,68   |
| 2013 | Igrzyska boliwaryjskie                   | Trujillo       | sztafeta 4 × 100 m | 3. miejsce           | 44,29   |
| 2014 | Igrzyska Ameryki Południowej             | Santiago       | bieg na 100 m      | 2. miejsce           | 11,64   |
| 2014 | Igrzyska Ameryki Południowej             | Santiago       | bieg na 200 m      | 2. miejsce           | 23,66   |
| 2014 | Igrzyska Ameryki Południowej             | Santiago       | sztafeta 4 × 100 m | 4. miejsce           | 45,43   |
| 2014 | Mistrzostwa świata juniorów              | Eugene         | bieg na 100 m      | 2. miejsce           | 11,39   |
| 2014 | Mistrzostwa świata juniorów              | Eugene         | bieg na 200 m      | 3. miejsce           | 23,15   |
| 2015 | Mistrzostwa Ameryki Południowej juniorów | Cuenca         | bieg na 100 m      | 1. miejsce           | 11,09   |
| 2015 | Mistrzostwa Ameryki Południowej juniorów | Cuenca         | bieg na 200 m      | 1. miejsce           | 22,84   |
| 2015 | Mistrzostwa Ameryki Południowej juniorów | Cuenca         | sztafeta 4 × 100 m | 2. miejsce           | 44,88   |
| 2015 | Igrzyska panamerykańskie                 | Toronto        | bieg na 100 m      | 2. miejsce           | 10,99   |
| 2015 | Igrzyska panamerykańskie                 | Toronto        | bieg na 200 m      | 4. miejsce           | 22,88   |
| 2016 | Halowe mistrzostwa świata                | Portland       | bieg na 60 m       | półfinał             | 7,21    |
| 2016 | Mistrzostwa ibero-amerykańskie           | Rio de Janeiro | bieg na 100 m      | 2. miejsce           | 11,29   |
| 2016 | Mistrzostwa ibero-amerykańskie           | Rio de Janeiro | bieg na 200 m      | 2. miejsce           | 23,13   |
| 2016 | Igrzyska olimpijskie                     | Rio de Janeiro | bieg na 100 m      | półfinał             | 11,14   |
| 2016 | Igrzyska olimpijskie                     | Rio de Janeiro | bieg na 200 m      | półfinał             | 22,99   |
| 2017 | IAAF World Relays                        | Nassau         | sztafeta 4 × 100 m | 1. miejsce (Finał B) | 44,26   |
| 2017 | Mistrzostwa Ameryki Południowej          | Asunción       | bieg na 100 m      | 1. miejsce           | 11,02w  |
| 2017 | Mistrzostwa Ameryki Południowej          | Asunción       | bieg na 200 m      | 2. miejsce           | 22,90w  |
| 2017 | Mistrzostwa Ameryki Południowej          | Asunción       | sztafeta 4 × 100 m | 3. miejsce           | 44,53   |
| 2017 | Mistrzostwa świata                       | Londyn         | bieg na 100 m      | eliminacje           | 11,33   |
| 2017 | Mistrzostwa świata                       | Londyn         | sztafeta 4 × 100 m | eliminacje           | 43,94   |
| 2018 | Puchar interkontynentalny                | Ostrawa        | bieg na 100 m      | 5. miejsce           | 11,44   |
| 2018 | Puchar interkontynentalny                | Ostrawa        | sztafeta 4 × 100 m | 1. miejsce           | 42,11   |
| 2019 | IAAF World Relays                        | Jokohama       | sztafeta 4 × 100 m | eliminacje           | 44,74   |
| 2019 | IAAF World Relays                        | Jokohama       | sztafeta 4 × 200 m | 6. miejsce           | 1:35,91 |
| 2019 | Mistrzostwa świata                       | Doha           | bieg na 100 m      | eliminacje           | 11,40   |
| 2019 | Igrzyska panamerykańskie                 | Lima           | bieg na 100 m      | 3. miejsce           | 11,34   |
| 2019 | Igrzyska panamerykańskie                 | Lima           | bieg na 200 m      | 6. miejsce           | 23,08   |
| 2019 | Igrzyska panamerykańskie                 | Lima           | sztafeta 4 × 100 m | –                    | DQ      |
| 2021 | World Athletics Relays                   | Chorzów        | sztafeta 4 × 100 m | 5. miejsce           | 44,43   |
| 2021 | World Athletics Relays                   | Chorzów        | sztafeta 4 × 200 m | 3. miejsce           | 1:36,86 |
| 2021 | Igrzyska olimpijskie                     | Tokio          | bieg na 100 m      | eliminacje           | 11,59   |
| 2021 | Igrzyska olimpijskie                     | Tokio          | sztafeta 4 × 100 m | eliminacje           | 43,69   |
| 2022 | Mistrzostwa ibero-amerykańskie           | La Nucia       | bieg na 100 m      | 6. miejsce           | 11,53   |
| 2022 | Igrzyska Ameryki Południowej             | Asunción       | bieg na 100 m      | 3. miejsce           | 11,93   |
| 2022 | Igrzyska Ameryki Południowej             | Asunción       | sztafeta 4 × 100 m | –                    | DNF     |
| 2023 | Mistrzostwa Ameryki Południowej          | São Paulo      | bieg na 100 m      | 2. miejsce           | 11,30   |
| 2023 | Mistrzostwa świata                       | Budapeszt      | bieg na 100 m      | eliminacje           | 11,52   |
| 2024 | Halowe mistrzostwa świata                | Glasgow        | bieg na 60 m       | eliminacje           | 7,33    |
| 2024 | World Athletics Relays                   | Nassau         | sztafeta 4 × 100 m | repasaże             | 43,47   |
| 2024 | Mistrzostwa ibero-amerykańskie           | Cuiabá         | bieg na 100 m      | 3. miejsce           | 11,26   |
| 2024 | Mistrzostwa ibero-amerykańskie           | Cuiabá         | sztafeta 4 × 100 m | 6. miejsce           | 45,47   |
| 2024 | Igrzyska olimpijskie                     | Paryż          | bieg na 100 m      | eliminacje           | 11,35   |

## Rekordy życiowe
- Bieg na 60 metrów (hala) – 7,21 (2016) rekord Ekwadoru
- Bieg na 100 metrów – 10,99 (2015) były rekord Ameryki Południowej
- Bieg na 200 metrów – 22,84 (2015) rekord Ameryki Południowej juniorów / 22,59w (2015)

5 maja 2024 w Nassau Tenorio biegła na ostatniej zmianie ekwadorskiej sztafety 4 × 100 metrów, która wynikiem 43,47 ustanowiła aktualny rekord kraju w tej konkurencji.